# 400 meter för damer i friidrott vid olympiska sommarspelen 1984
400 meter för damer vid olympiska sommarspelen 1984 i Los Angeles avgjordes den 6 augusti. 

## Medaljörer
| Gren      | Guld                       | Guld  | Silver                      | Silver | Brons                                 | Brons |
| 400 meter | Valerie Brisco-Hooks · USA | 48,83 | Chandra Cheeseborough · USA | 49,05  | Kathy Smallwood-Cook · Storbritannien | 49,42 |

## Resultat
- Q innebär avancemang utifrån placering i heatet.
- q innebär avancemang utifrån total placering.
- DNS innebär att personen inte startade.
- DNF innebär att personen inte fullföljde.
- DQ innebär diskvalificering.
- NR innebär nationellt rekord.
- OR innebär olympiskt rekord.
- WR innebär världsrekord.
- WJR innebär världsrekord för juniorer
- AR innebär världsdelsrekord (area record)
- PB innebär personligt rekord.
- SB innebär säsongsbästa.

### Final
Hölls den 6 augusti 1984 
| Placering | Final                       | Tid   |
| --------- | --------------------------- | ----- |
|           | Valerie Brisco-Hooks (USA)  | 48,83 |
|           | Chandra Cheeseborough (USA) | 49,05 |
|           | Kathy Smallwood-Cook (GBR)  | 49,43 |
| 4.        | Marita Payne (CAN)          | 49,91 |
| 5.        | Lillie Leatherwood (USA)    | 50,25 |
| 6.        | Ute Thimm (FRG)             | 50,37 |
| 7.        | Charmaine Crooks (CAN)      | 50,45 |
| 8.        | Ruth Waithera (KEN)         | 51,56 |

### Semifinaler
- Hölls den 5 augusti 1984

| Placering | Heat 1                       | Tid   |
| --------- | ---------------------------- | ----- |
| 1.        | Valerie Brisco-Hooks (USA)   | 51,14 |
| 2.        | Kathy Smallwood-Cook (GBR)   | 51.49 |
| 3.        | Charmaine Crooks (CAN)       | 51.53 |
| 4.        | Ruth Waithera (KEN)          | 52.21 |
| 5.        | June Griffith (GUY)          | 52.39 |
| 6.        | Cathy Rattray-Williams (JAM) | 53.23 |
| 7.        | Marie Mathieu (PUR)          | 53.69 |

| Placering | Heat 2                       | Tid   |
| --------- | ---------------------------- | ----- |
| 1.        | Chandra Cheeseborough (USA)  | 50,32 |
| 2.        | Lillie Leatherwood (USA)     | 50.83 |
| 3.        | Marita Payne (CAN)           | 50.94 |
| 4.        | Ute Thimm (FRG)              | 51.03 |
| 5.        | Molly Killingbeck (CAN)      | 51.72 |
| 6.        | Michelle Probert-Scutt (GBR) | 52.07 |
| 7.        | Ilrey Oliver (JAM)           | 23.02 |
| 7.        | Helen Barnett-Burkart (GBR)  | 52.14 |

### Försöksheat
- Hölls den 4 augusti 1984

| Placering | Heat 1                      | Tid   |
| --------- | --------------------------- | ----- |
| 1.        | Chandra Cheeseborough (USA) | 50,94 |
| 2.        | Charmaine Crooks (CAN)      | 52.04 |
| 3.        | Ilrey Oliver (JAM)          | 52.19 |
| 4.        | June Griffith (GUY)         | 52.27 |
| 5.        | Heike Schulte-Mattler (FRG) | 52.77 |
| 6.        | Erica Rossi (ITA)           | 53.04 |
| 7.        | Jocelyn Joseph (ANT)        | 53.63 |
| 8.        | Zonia Meigham (GUA)         | 55.64 |

| Placering | Heat 2                       | Tid   |
| --------- | ---------------------------- | ----- |
| 1.        | Gaby Bußmann (FRG)           | 52,42 |
| 2.        | Kathy Smallwood-Cook (GBR)   | 52.64 |
| 3.        | Molly Killingbeck (CAN)      | 52.77 |
| 4.        | Cathy Rattray-Williams (JAM) | 52.78 |
| 5.        | Gail Emmanuel (TRI)          | 54.07 |
| 6.        | Elanga Buala (PNG)           | 56.82 |
| 7.        | Mercy Addy (GHA)             | 58.91 |

| Placering | Heat 3                      | Tid   |
| --------- | --------------------------- | ----- |
| 1.        | Lillie Leatherwood (USA)    | 52,05 |
| 2.        | Marita Payne (CAN)          | 52.89 |
| 3.        | Helen Barnett-Burkart (GBR) | 52.94 |
| 4.        | Marie Mathieu (PUR)         | 53.27 |
| 5.        | Emma Tahapari (INA)         | 55.82 |
| 6.        | Reawadee Srithoa (THA)      | 58.11 |

| Placering | Heat 4                       | Tid   |
| --------- | ---------------------------- | ----- |
| 1.        | Valerie Brisco-Hooks (USA)   | 51,42 |
| 2.        | Ruth Waithera (KEN)          | 52.53 |
| 3.        | Ute Thimm (FRG)              | 52.53 |
| 4.        | Michelle Probert-Scutt (GBR) | 52.89 |
| 5.        | Cynthia Green (JAM)          | 53.61 |
| 6.        | Carlon Blackman (BAH)        | 54.26 |
| 7.        | Mina El-Jas Zeina (LIB)      | 59.56 |